# Hydraenidae
Hydraenidae Mulsant, 1844 è una famiglia di insetti dell'ordine dei Coleotteri che comprende specie acquatiche allo stadio adulto, di piccola taglia e con una distribuzione cosmopolita.

## Descrizione
I membri di questa famiglia sono di piccole dimensioni, non superando in media i 3 mm di lunghezza, nonostante alcune specie possano raggiungere i 7 mm. Il corpo è relativamente allungato, di colore bruno, nero o raramente giallastro, talvolta con riflessi metallici. Le antenne sono brevi con clava di 3-5 articoli ricoperta da una fitta peluria idrofuga, al contrario i palpi mascellari sono molto lunghi, spesso superanti le antenne, formati da quattro articoli di cui il terminale ha forma clavata.

## Biologia
Gli adulti, pur essendo sempre acquatici, sono cattivi nuotatori e spesso si limitano a camminare sul fondo o sotto le pietre in ecosistemi stagnanti o ad acqua debolmente corrente. Le larve sono invece terrestri e l'impupamento avviene in luoghi umidi. La maggioranza delle specie sono fitofaghe.

## Tassonomia
La famiglia è suddivisa nelle seguenti sottofamiglie e tribù:
- sottofamiglia Orchymontiinae Perkins, 1997
- sottofamiglia Prosthetopinae Perkins, 1994
  - tribù Coelometoponini Perkins, 2005
  - tribù Nucleotopini Perkins, 1994
  - tribù Parasthetopini Perkins, 1994
  - tribù Prosthetopini Perkins, 1994
  - tribù Protosthetopini Perkins, 1994
  - tribù Pterosthetopini Perkins, 1994
- sottofamiglia Hydraeninae Mulsant, 1844
  - tribù Hydraenidini Perkins, 1980
  - tribù Hydraenini Mulsant, 1844
  - tribù Limnebiini Mulsant, 1844
  - tribù Madagastrini Perkins, 1997
  - tribù Parhydraenini Perkins, 1997
- sottofamiglia Ochthebiinae Thomson, 1859
  - tribù Ochthebiini Thomson, 1859
  - tribù Ochtheosini Perkins, 1997